# Georg Matziolis
Georg Matziolis (* 11. Februar 1975 in Aachen) ist Ärztlicher Direktor der Waldkliniken Eisenberg und Chefarzt am Deutschen Zentrum für Orthopädie. Er arbeitet im Bereich der Orthopädie und Endoprothetik. Seine klinischen Schwerpunkte sind die Endoprothetik des Knie- und Hüftgelenks.
Matziolis ist Inhaber der Professur für Orthopädie des Universitätsklinikums Jena.

## Werdegang
Seit November 2012 ist Matziolis Ärztlicher Direktor der Waldkliniken Eisenberg, Chefarzt des Deutschen Zentrums für Orthopädie sowie Professor für Orthopädie der Friedrich-Schiller-Universität in Jena.
Von 2001 bis 2006 war er Assistenzarzt, von 2006 bis 2012 Oberarzt an der Charité in Berlin.
Matziolis ist u. a. Mitglied in der Deutschen Gesellschaft für Orthopädie und Unfallchirurgie (DGOU), der European Knee Society (EKS) und der internationalen SPAR-K Entwicklergruppe. 2011 meldete er ein Patent zur klinischen Anwendung allogener Zellen zur Muskelregeneration an. Er ist an 229 Publikationen beteiligt und weist einen H-Index von 31 auf.